# جولي بارلو
جولي بارلو هي صحفية كندية، ولدت في 1968 في هاميلتون في كندا.

## وصلات خارجية
- الموقع الرسمي